# Wolfgang Drechsel
Wolfgang Drechsel (* 1951) ist ein deutscher evangelischer Theologe.

## Leben
Von 1977 bis 1979 war er Vikar in München. Von 1979 bis 1983 war er Dozent für Biblische Theologie am Missions- und Diasporaseminar Neuendettelsau. Von 1983 bis 2004 war er Krankenhauspfarrer in München. Nach der Promotion 1992 an der Augustana-Hochschule Neuendettelsau und der Habilitation 2000 ebenda war er ab 2004 Professor für Praktische Theologie in Heidelberg. Zu seiner Emeritierung 2019 wurde ihm eine Festschrift gewidmet.
Seine Schwerpunkte in Lehre und Forschung sind Seelsorge im Kontext der Gegenwartskultur, Altenseelsorge / Lehrseelsorge, Pastoraltheologie und Pastoralpsychologie und Praxis als Thema theologischer Theoriebildung.

## Schriften (Auswahl)
- Pastoralpsychologische Bibelarbeit. Ein Verstehens- und Praxismodell gegenwärtiger Bibelerfahrung. Stuttgart 1994.
- Lebensgeschichte und Lebens-Geschichten. Zugänge zur Seelsorge aus biographischer Perspektive. Gütersloh 2002.
- mit Sabine Kast-Streib: Seelsorge und Geistliche Begleitung. Innen- und Außenperspektiven. Leipzig 2014.
- Gemeindeseelsorge. Leipzig 2015.